# Kockasta vodenjača
Kockasta vodenjača ili ribarica (latinski: Natrix tessellata) je vrsta zmije iz porodice guževa. Većinu vremena provodi u vodi, u močvarama ili rijekama gdje se hrani ribama. U vodi može roniti do dva sata.
Najčešće je sivkaste ili smećkaste boje te ponekad žućkaste ili zelenkaste, s uzorciam pravilnih tamnih pjega koje su pravilno raspoređene po tijelu. Glava joj je malena i zašiljena. Ženka je od mužjaka veća, a naraste do 130 cm.

## Otrovnost
Kockasta vodenjača nije opasna za ljude.